# 고양이 케디
《고양이 케디》(튀르키예어: Kedi)는 2017년에 개봉한 미국, 터키의 영화이다.

## 캐스팅
- 뷜렌드 우스틴